# Тилло, Павел Эдуардович
Па́вел Эдуа́рдович Тилло́ (12 (24) августа 1872 — 19 июля 1931) — генерал-майор, командир лейб-гвардии Семеновского полка, герой Первой мировой войны.

## Биография
Реформатского вероисповедания. Из дворян. Сын инженер-генерала Эдуарда Ивановича Тилло.
По окончании Пажеского корпуса в 1892 году, был выпущен подпоручиком в лейб-гвардии Преображенский полк. Был командиром роты и батальона. Произведен в поручики 6 декабря 1896 года, в штабс-капитаны — 6 декабря 1900 года, в капитаны — 19 августа 1904 года, в полковники — 6 декабря 1910 года.
В Первую мировую войну вступил в должности старшего офицера Преображенского полка. 19 мая 1915 года назначен командиром 185-го пехотного Башкадыкларского полка. 17 мая 1916 года назначен командующим лейб-гвардии Семеновским полком, а 6 декабря того же года произведен в генерал-майоры с утверждением в должности. 29 мая 1917 года назначен бригадным командиром 1-й гвардейской пехотной дивизии. Награждён Георгиевским крестом 4-й степени с лавровой веткой
За то, что в бою 7 июля 1917 года у д. Ярчовцы попав со своей Петровской бригадой в исключительно тяжелую обстановку, благодаря своей личной храбрости и распорядительности повел бригаду в контр-атаку, опрокинув германцев, занял прочную позицию и удержал ее за собой до тех пор, пока окончательно не была выведена находившаяся в безнадежном положении тяжелая и легкая артиллерия и отошел по приказанию высшего командного начальства.
В Гражданскую войну участвовал в Белом движении в составе Добровольческой армии и Вооруженных сил Юга России. Состоял в резерве чинов при штабе Главнокомандующего, а с 25 октября 1918 года был назначен командиром Сводно-гвардейского полка. В январе—марте 1919 года — командир гвардейского отряда Крымско-Азовской армии. 17 апреля 1919 года назначен командиром Сводно-гвардейского отряда. В феврале 1920 года эвакуировался из Одессы в Салоники на корабле «Рио-Пардо».
В эмиграции в Югославии, во второй половине 1920-х переехал во Францию. Состоял членом полкового объединения. Умер 19 июля 1931 года в Русском доме в Сент-Женевьев-де-Буа. Похоронен на местном кладбище.

## Награды
- Орден Святого Станислава 2-й ст. (1909)
- Орден Святой Анны 2-й ст. (1912)
- Орден Святого Владимира 4-й ст. с мечами и бантом (ВП 28.10.1914)
- Орден Святой Анны 4-й ст. (ВП 12.02.1915)
- Орден Святого Владимира 3-й ст. с мечами (ВП 26.02.1915)
- мечи к ордену Св. Анны 2-й ст. (ВП 09.04.1915)
- мечи к ордену Св. Станислава 2-й ст. (ВП 24.05.1916)
- Орден Святого Георгия 4-й ст. (Приказ по 11-й армии № 676 25.09.1917)
- Георгиевский крест 4-й ст. с лавровой веткой (№ 1217368)